# Eremobiotus ovezovae
Eremobiotus ovezovae är en djurart som tillhör fylumet trögkrypare, och som beskrevs av Vladimir I. Biserov 1992. Eremobiotus ovezovae ingår i släktet Eremobiotus och familjen Hypsibiidae. Inga underarter finns listade i Catalogue of Life.